# Tipula villeneuvii
Tipula villeneuvii är en tvåvingeart som beskrevs av Gabriel Strobl 1909. Tipula villeneuvii ingår i släktet Tipula och familjen storharkrankar. Inga underarter finns listade i Catalogue of Life.